# الدوري البيروي لكرة القدم 2002
الدوري البيروفي لكرة القدم 2002 (بالإسبانية: Campeonato Descentralizado 2002)‏ هو الموسم 74 من الدوري البيروفي لكرة القدم. كان عدد الأندية المشاركة فيه 12، وفاز فيه نادي سبورتينغ كريستال.